# Allande
Allande là một đô thị ở cộng đồng tự trị Công quốc Asturias, Tây Ban Nha. Thủ phủ là Pola de Allande (tiếng Asturia: La Puela).
Đô thị này giáp Villayón về phía bắc, phía nam là Cangas del Narcea và Ibias, phía đông là Tineo còn phía tây là Pesoz, Grandas de Salime và Negueira de Muñiz (thuộc tỉnh Lugo, Galicia).
Đô thị này có nhiều rừng nguyên sinh ở các giáo khu Santa Colma và Lago.

## Chính trị
|      | PSOE | PP | UCD/CDS | Khác | Total |
| ---- | ---- | -- | ------- | ---- | ----- |
| 1979 | 0    | 0  | 6       | 7    | 13    |
| 1983 | 5    | 6  | -       | 0    | 11    |
| 1987 | 5    | 6  | -       | 0    | 11    |
| 1991 | 6    | 5  | -       | 0    | 11    |
| 1995 | 6    | 5  | -       | 0    | 11    |
| 1999 | 6    | 5  | -       | 0    | 11    |
| 2003 | 4    | 5  | -       | 2    | 11    |
| 2007 | 8    | 2  | -       | 1    | 11    |

## Dân cư
Allande là một trong các đô thị ít dân nhất ở Asturias. Giống như các khu vực nông thôn của Asturia, dân số khu vực này đang giảm sút. Trong thế kỷ 20, có hai lần giảm sút dân số vào năm 1900 đến 1930, khi số lượng lớn dân di cư qua Tân Thế giới, đặc biệt Cuba, Puerto Rico, Argentina, và Cộng hòa Dominica. Giai đoạn 2 bắt đầu năm 1960. Dân số của đô thị này đã giảm mất 2/3.
|                                                                        |
| By: Instituto Nacional de Estadística de España - grafic for Wikipedia |

## Các giáo khu
| - Berducedo - Besullo - Bustantigo - Celón - Lago - Linares | - Lomes - Parajas - La Pola - San Emiliano - San Martín del Valledor - San Salvador del Valledor | - Santa Coloma - Villagrufe - Villar de Sapos - Villavaser - Villaverde |